# Pakochevo
Pakochevo (en macédonien Пакошево) est un village du nord de la Macédoine du Nord, dans la municipalité de Zelenikovo. Le village comptait 247 habitants en 2002.

## Démographie
Lors du recensement de 2002, le village comptait :
- Macédoniens : 210
- Roms : 27
- Serbes : 10
- Autres : 1